# Novaja Zemlja
Novaja Zemlja (ryska: Но́вая Земля́, Nya landet) är en ögrupp i Norra ishavet bland Rysslands arktiska öar. Ögruppen befinner sig tekniskt sett i nordöstra Europa, och Kap Flissingskij räknas vanligtvis som Europas östligaste punkt. Novaja Zemlja består främst av två huvudöar, Juzjnyjön och Severnyjön, som skiljer Karahavet i öst från Barents hav i väst. Öarna avskiljs från ryska fastlandet av Petjorahavet.
Novaja Zemlja utgör ett administrativt distrikt inom Archangelsk oblast, och har en yta på 82 600 km². Öarna är praktiskt taget obebodda, bortsett från huvudorten Belusja Guba. Den totala folkmängden för ögruppen uppgick till 2 302 invånare år 2021. Novaja Zemlja användes flitigt för kärnvapenprov under kalla kriget (1947–1991) då totalt 134 kärnladdningar sprängdes, varav 87 atmosfäriska. En av dessa var Tsarbomben, det största kärnvapnet som någonsin detonerats.

## Historia

### Upptäckt och kartläggning

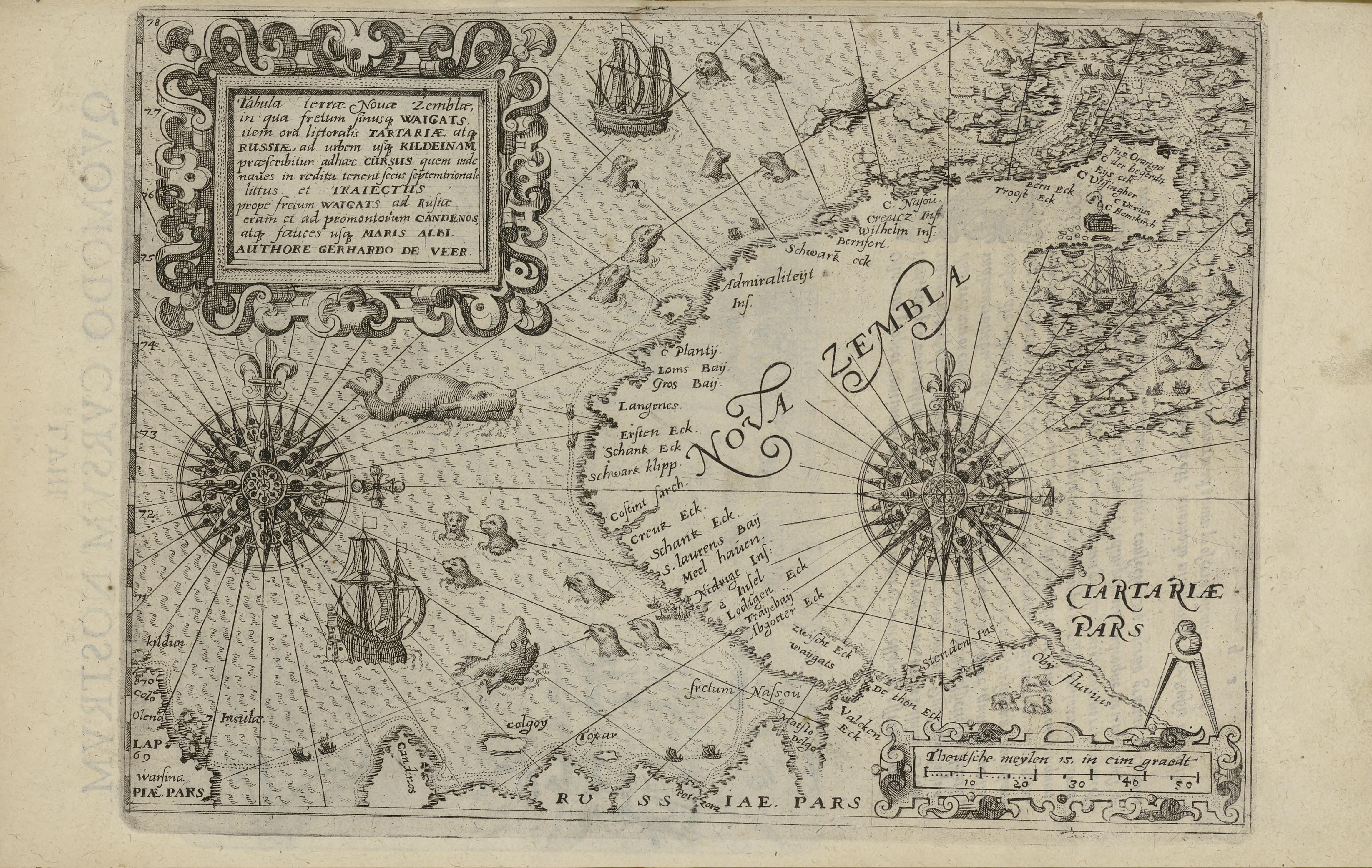
Karta över Novaja Zemlja från 1601

Novaja Zemlja tycks redan på 1000-talet ha varit känt av samojederna och Novgorods jägare, men västeuropéer fick kännedom om dess existens först på 1500-talet. I det här fallet var det sökningen efter nordostpassagen som ledde till öarnas upptäckt. Ofta antas Novaja Zemlja vara det öde land som sir Hugh Willoughby påträffade år 1553, men detta står inte klart. Ögruppen upptäcktes med säkerhet tre år senare av Stephen Borough, men de viktigaste underrättelserna om ön härstammar från Willem Barents, som undersökte en del av västkusten 1594 och framträngde till dess östkust 1596, där han tvingades övervintra. Barents avled under expeditionen och kan ha begravts på Severnyjön. Fjodor Litke kartlade Novaja Zemljas västkust i sin expedition från 1821 till 1824.
Under 1830-talet undersöktes ögruppen systematiskt av Petr Pachtusov och Avgust Tsivolko. Den första permanenta bosättningen etablerades 1870.

### Andra världskriget
Under månaderna som följde på Hitlers invasion av Sovjetunionen i juni 1941 organiserade USA och Storbritannien konvojer av handelsfartyg under eskort för att kunna leverera förnödenheter till norra sovjetiska hamnar. Samtliga allierade konvojer som föregick PQ 12 anlände oskadda, men då skickade Tyskland flygplan, fartyg och ubåtar i syfte att bemöta de allierade.
Den 27 juni seglade konvojen PQ 12 österut från Hvalfjörður på Island mot hamnen i Archangelsk i Sovjetunionen. Konvojen lokaliserades av tyska styrkor den 1 juli, varefter den skuggades kontinuerligt och attackerades. Det brittiska Admiralty svarade den 4 juli genom att avleda eskortfartygen västerut för att träffas med hemmaflottan och beordrade handelsfartygen att sprida sig. Flera fartyg styrde mot Novaja Zemlja för att söka säkerhet i Matotjkinsundet.
I augusti 1942 inledde den tyska flottan Operation Wunderland med uppdraget att segla in i Karahavet och sänka så många sovjetiska fartyg som möjligt. Admiral Scheer och ett antal andra krigsskepp rundade Kap Zjelanija och attackerade en hamn på Diksonön. I processen skadades flera fartyg kraftigt.
En kort period under 1943 fungerade Novaja Zemlja som en hemlig bas för sjöflygplan under den tyska flottan för att tillhandahålla övervakning av allierad sjöfart på väg till Sibirien. Sjöflygplansbasen etablerades av ubåtarna U-255 och U-711, som opererade längs Sovjetunionens norra kust som en del av 13. Unterseebootsflottille.

### Kärnvapenprov
I mitten av 1950-talet etablerade Sovjetunionen ett fält för kärnvapen på Novaja Zemlja, som användes under merparten av kalla kriget.

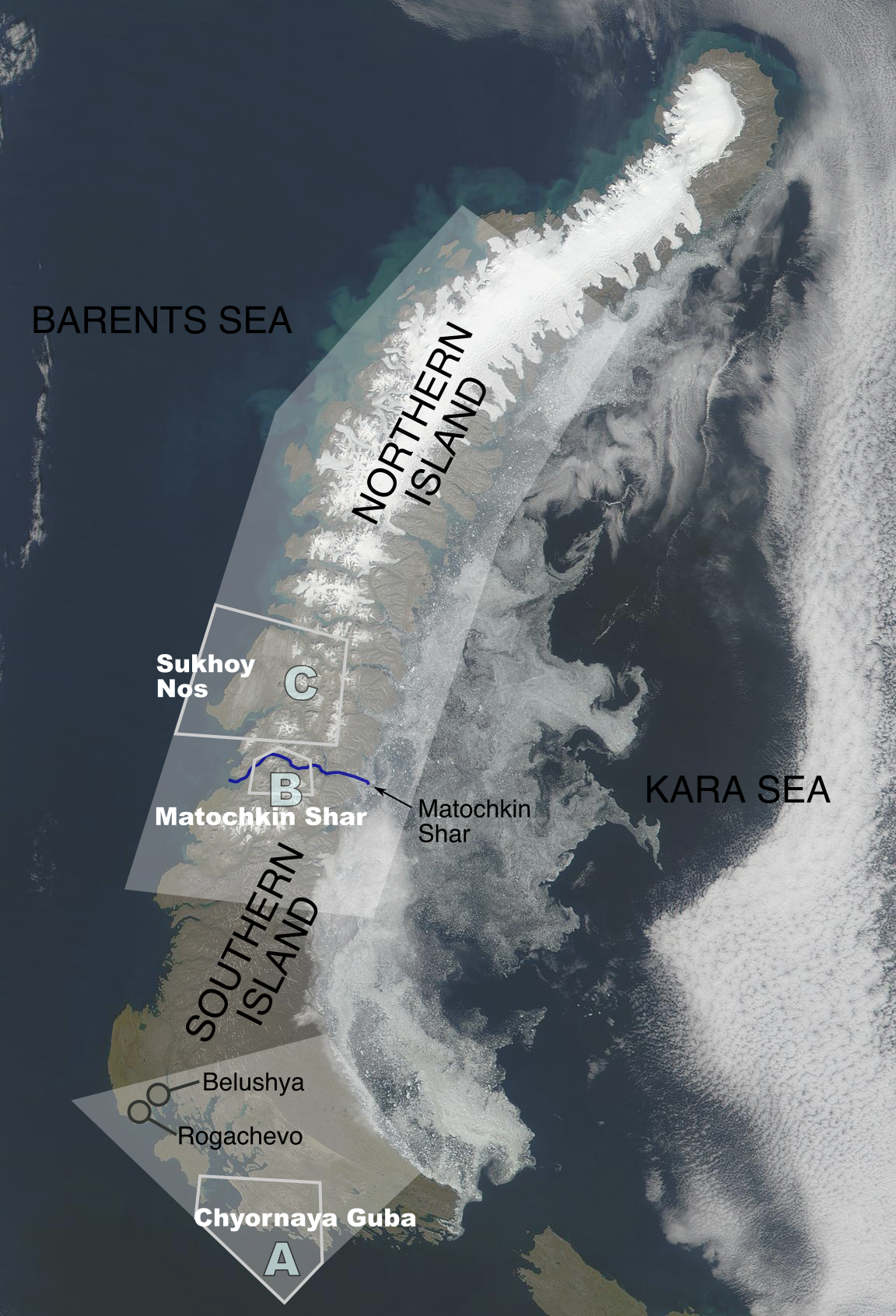
Karta med provfält och byggnader utmarkerade

"Fält A", Chernaya Guba, användes huvudsakligen mellan 1955 och 1962. "Fält B", Matotsjkin Sjar, användes till underjordiska provsprängningar mellan 1964 och 1990. Inom "fält B" låg orten Severnyj, avsedd för militärer och gruvarbetare, som förstördes av Tsarbombens tryckvåg. "Fält C", Sukhoy Nos, användes mellan 1957 och 1962 och var fältet där den 50 megaton stora Tsarbomben sprängdes i oktober 1961.
Det försiggick också prov på andra platser; det officiella provsprängningsfältet täckte mer än halva ögruppen. År 1989 medförde glasnost att provsprängningarna på Novaja Zemlja blev mer allmänt kända i Sovjetunionen, men i väst hade det varit välkänt hela tiden att ögruppen användes som provområde. Bara ett år senare blev fältet föremål för protester från Greenpeace.
Den sista fullskaliga provsprängningen gjordes år 1990, vilket också var Sovjetunionens allra sista provsprängning. Av klimatologiska orsaker har MinAtom (det ryska atomenergiministeriet) utfört en serie mindre hydronukleära experiment i närheten av Matotjkinsundet varje sommar sedan år 2000.
I oktober 2012 rapporterades det att Ryssland skulle återuppta subkritiska kärnvapenprov i "Fält B". Under våren 2013 inleddes byggandet av vad som skulle bli en ny tunnel och fyra byggnader nära bosättningen Severnyj.
År 2023 rapporterade CNN att kommersiella satellitbilder visade ny tunnelaktivitet och ytkonstruktion vid testplatserna i Novaja Zemlja som indikerade möjliga förberedelser för återupptagande av kärnvapenprov.

## Geografi och geologi

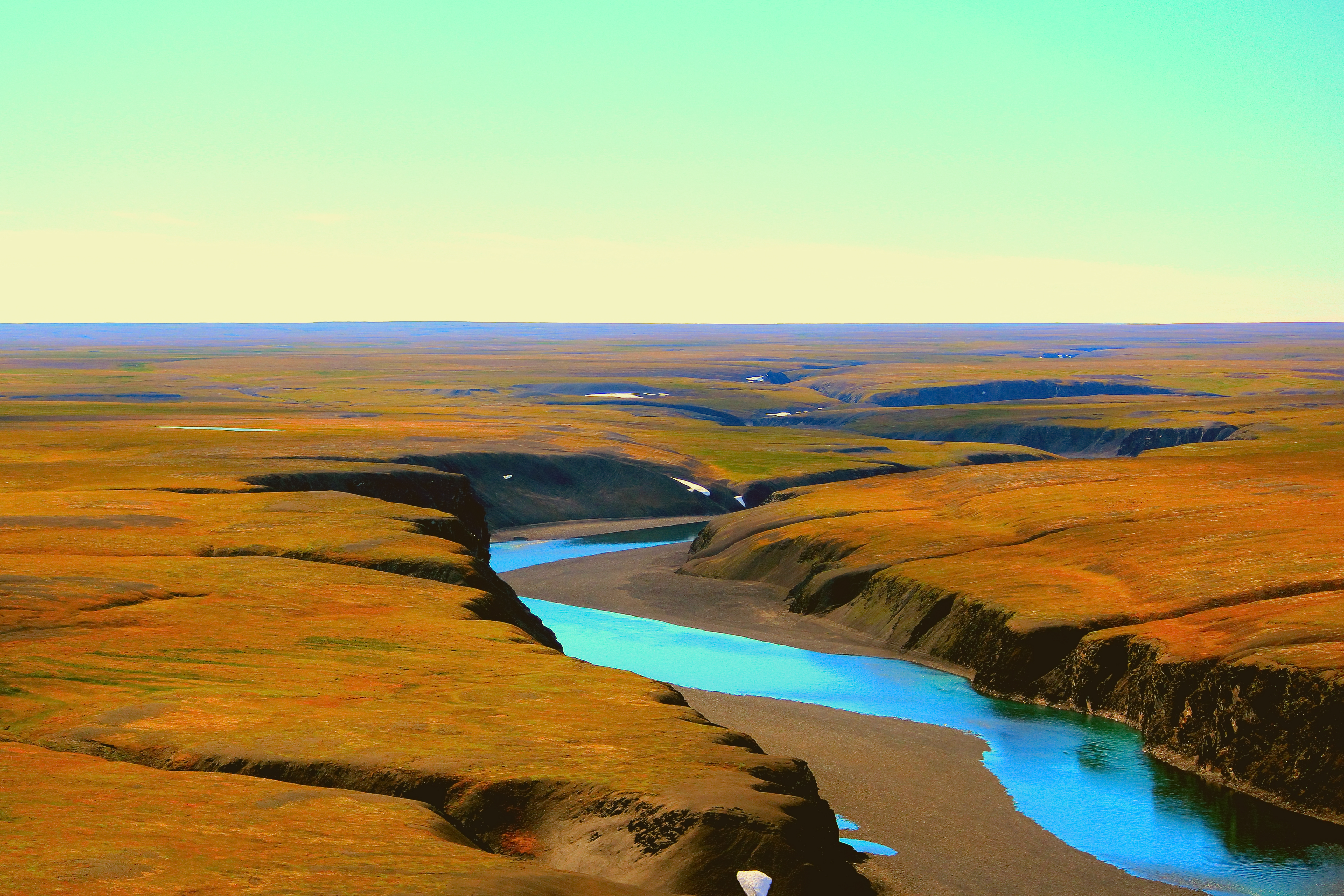
Landskap i Novaja Zemlja

Ögruppens totala areal är på ca 82 600 km². Novaja Zemljas dominerande delar är Severnyjön (о́стров Се́верный, Nordön) och Juzjnyjön (Южный остров, Sydön. Ibland räknar man även in Vajgatjön (Вайга́ч, Vajgatj) i området. I äldre svensk benämning har ögruppen även kallats för Gåslandet.
Genom Karasundet skiljs Juzjnyjön från Vajgatjön. Novaja Zemljas två huvudöar (av vilka Severnyjön omfattar cirka 60 % av ytan och Juzjnyjön cirka 40 %) delas av det smala och krokiga Matotjkinsundet. En större ö vid södra kusten, Mesjdusjarskijön, är på ca 321 km², och de övriga kustnära öarna på totalt 400 km².
Den högsta punkten på ögruppen är Kruzenstjernberget på Severnyjön med 1 547 m ö.h.

### Geologi

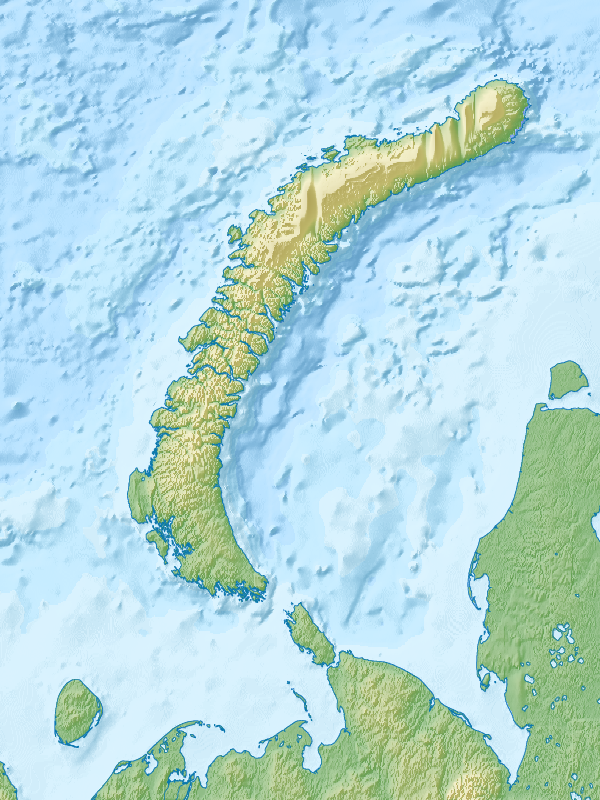
Topografisk karta över Novaja Zemlja

Geologiskt sett är Novaja Zemlja en del av Uralbergen, så förutom ett område på södra Juzjnyjön är hela ögruppen bergig och karg, och dess bergstoppar bildar ofta utgångspunkter för glaciärer. Området i söder har dock endast obetydliga höjder och saknar äkta glaciärer, men har vidsträckta firnområden. I syd är Novaja Zemlja en fortsättning av Paj-Choj på fastlandet.
Matotjkinsundet ser ut att vara en erosionsdal. Berggrunden består i söder huvudsakligen av siluriska och devoniska lager genombrutna av eruptiva bergmassor, och på några ställen uppträder även granit och glimmerskiffer. I den norra delen förhärskar dock karbonformationen. Även jura- och tertiärformationer förekommer på ön. Erosionen, som här understöds av de skarpa temperaturväxlingarna och av vindarna, har sönderdelat ytan i en mängd isolerade partier.
Jämfört med andra regioner som täcktes av inlandsis under den senaste istiden visar Novaja Zemlja förhållandevis lite landhöjning. Möjligen beror detta på en moteffekt som skapats av glaciärernas tillväxt under de senaste tusen åren.

## Klimat och djurliv
Temperaturen är högre på västra kusten än på den östra. Medeltemperaturen vid västra ändan av Matotjkinsundet är -8,3 °C, men avtar söderut. Sommarens medeltemperatur är 2,5 °C och vinterns -20 °C. Växtlighet förekommer blott på de postpliocena marina avlagringarna. De kända fröväxterna på ön uppgår till omkring 200 arter.
Det inre av ön tycks sakna djurliv, med undantag för en eller annan flyttfågel, fjällämmel, fjällräv, isbjörn eller ren. Även insekterna är få. Kusten livas däremot upp av ett oräkneligt antal flyttfåglar; klipporna är på många ställen bokstavligen täckta med miljoner alkor och grisslor, medan otaliga flockar av änder, gäss och svanar varje sommar befinner sig i dalarna och på sjöarna i öns södra del. Valar, valrossar och sälar finns också i stort antal.

Det rika djurlivet vid kusten lockade tidigt ryska jägare, och många övervintrade flera år i rad. 1909 gjordes ett försök att grunda en fiskarkoloni på ön från Archangelsk. År 1912 blev det omöjligt att komma fram till kolonin med nödvändiga förråd till följd av ogynnsamma isförhållanden, och när detta på sommaren 1913 lyckades befanns det att alla de kvarlämnade omkring 100 personerna hade svultit ihjäl.
|                                            | Jan   | Feb   | Mar   | Apr   | Maj  | Jun | Jul  | Aug | Sep | Okt  | Nov  | Dec   |
| ------------------------------------------ | ----- | ----- | ----- | ----- | ---- | --- | ---- | --- | --- | ---- | ---- | ----- |
| Normaldygnets maximitemperaturs medelvärde | −10,9 | −11,5 | −9,1  | −6,7  | −1,4 | 4,9 | 10,3 | 9,0 | 5,5 | −0,1 | −4,8 | −8,1  |
| Normaldygnets minimitemperaturs medelvärde | −17,3 | −17,9 | −15,2 | −13,0 | −5,8 | 0,7 | 5,1  | 4,9 | 2,1 | −4,0 | −9,9 | −14,1 |
|                                            |       |       |       |       |      |     |      |     |     |      |      |       |
| Nederbörd                                  | 30    | 26    | 24    | 20    | 15   | 23  | 36   | 31  | 39  | 35   | 24   | 33    |

| Diagram | temperaturer i °C • månadsnederbörd i mm • Källa: Pogoda.ru.net | temperaturer i °C • månadsnederbörd i mm • Källa: Pogoda.ru.net | temperaturer i °C • månadsnederbörd i mm • Källa: Pogoda.ru.net | temperaturer i °C • månadsnederbörd i mm • Källa: Pogoda.ru.net | temperaturer i °C • månadsnederbörd i mm • Källa: Pogoda.ru.net | temperaturer i °C • månadsnederbörd i mm • Källa: Pogoda.ru.net | temperaturer i °C • månadsnederbörd i mm • Källa: Pogoda.ru.net | temperaturer i °C • månadsnederbörd i mm • Källa: Pogoda.ru.net | temperaturer i °C • månadsnederbörd i mm • Källa: Pogoda.ru.net | temperaturer i °C • månadsnederbörd i mm • Källa: Pogoda.ru.net | temperaturer i °C • månadsnederbörd i mm • Källa: Pogoda.ru.net | temperaturer i °C • månadsnederbörd i mm • Källa: Pogoda.ru.net |
|         | 30 -11 -17                                                      | 26 -12 -18                                                      | 24 -9 -15                                                       | 20 -7 -13                                                       | 15 -1 -6                                                        | 23 5 1                                                          | 36 10 5                                                         | 31 9 5                                                          | 39 6 2                                                          | 35 -0 -4                                                        | 24 -5 -10                                                       | 33 -8 -14                                                       |